# Крушево Брдо II (Травник)
Крушево Брдо 2 је насељено место у Босни и Херцеговини, у општини Травник. Административно припада Федерацији Босне и Херцеговине, односно њеном Средњобосанском кантону. Према попису становништва из 2013. у насељу није било становника, а већинску популацију пре рата чинили су Срби.
Након рата у БиХ највећи део територије овог села остао је у саставу Републике Српске, односно општине Котор Варош, где егзистира као засебно насеље.

## Становништво
По последњем службеном попису становништва из 2013. године у овом насељу није било становника, а село је пре рата било етнички хомогено са већинском српском популацијом.
| Националност | 2013. | 1991.        | 1981. | 1971. |
| Срби         | 0     | 395 (99,00%) | —     | —     |
| Југословени  | 0     | 1 (0,25%)    | —     | —     |
| остали       | 0     | 3 (0,75%)    | —     | —     |
| Укупно       | 0     | 399          | —     | —     |